# Чемпионат Европы по горному бегу 2012
Чемпионат Европы по горному бегу 2012 года прошёл 7 июля на территории природного и исторического комплекса Памуккале (Турция). Участники соревновались в дисциплине горного бега «вверх-вниз». Разыгрывались 8 комплектов наград: по 4 в индивидуальном и командном зачётах. Соревнования проходили среди взрослых спортсменов и юниоров (до 20 лет).
Круг длиной 4 км был проложен через развалины древнего города Иераполис и включал в себя затяжной подъём по древним ступеням (общей длиной около 100 метров). Набор высоты на каждом круге составлял 240 метров.
Несмотря на ранний старт, соревнования прошли в солнечную и жаркую погоду при небольшом количестве тенистых участков на дистанции. Во время мужского забега температура воздуха поднялась выше 30 градусов. На старт вышли 166 бегунов (90 мужчин и 76 женщин) из 21 страны Европы. Каждая страна могла выставить до 4 человек в забеги мужчин, женщин и юниоров, а также до 3 человек — в забег юниорок. Командное первенство подводилось по сумме мест трёх лучших участников у мужчин, женщин и юниоров и двух лучших участниц — у юниорок.
После первой половины лидерство в женском забеге захватили британки Мэри Уилкинсон и Эмма Клейтон. Однако на заключительном круге они не смогли сохранить свои позиции и даже не попали на пьедестал. Выиграла чемпионат (впервые в карьере) Моника Фюрхольц, став третьей в истории чемпионкой Европы из Швейцарии. Всего 9 секунд ей проиграла Надежда Лещинская из России, 13 секунд — Павла Схорная-Матяшова из Чехии. Представительницы Великобритании, несмотря на неудачу в личном виде, выиграли командный зачёт.
Ахмет Арслан в очередной раз обновил свой рекорд по количеству побед на чемпионатах Европы по горному бегу. Чемпионство на домашней трассе в Памуккале стало для него шестым, причём подряд. Он контролировал забег с самого старта, опередив на финише соотечественника Эрджана Муслу. Два первых места не помогли сборной Турции одержать победу в командном зачёте: в этом виде чемпионата сильнейшими в 18-й раз в истории (16-й раз подряд) стали итальянцы.

## Расписание
| Дата        | Время | Забег   |
| ----------- | ----- | ------- |
| 7 июля 2012 | 08:00 | Юниорки |
| 7 июля 2012 | 08:15 | Юниоры  |
| 7 июля 2012 | 08:40 | Женщины |
| 7 июля 2012 | 09:15 | Мужчины |

Время местное (UTC+3)

## Призёры
Курсивом выделены участники, чей результат не пошёл в зачёт команды

### Мужчины и юниоры
| Дисциплина                                 | Золото                                                                         | Золото   | Серебро                                                                          | Серебро   | Бронза                                                               | Бронза    |
| ------------------------------------------ | ------------------------------------------------------------------------------ | -------- | -------------------------------------------------------------------------------- | --------- | -------------------------------------------------------------------- | --------- |
| 12,2 км перепад высот: +700 м −700 м       | Ахмет Арслан Турция                                                            | 49.46    | Эрджан Муслу Турция                                                              | 49.57     | Йонуц Зинкэ Румыния                                                  | 50.19     |
| 12,2 км (команды)                          | Италия · Габриэле Абате · Марко Де Гаспери · Ксавье Шеврье · Бернард Дематтеис | 16 очков | Турция · Ахмет Арслан · Эрджан Муслу · Мехмет Аккоюн · Дениз Казан               | 19 очков  | Франция · Жюльен Ранкон · Максим Дюран · Саид Жандари · Людовик Пель | 48 очков  |
| Юниоры 8,3 км перепад высот: +470 м −470 м | Ахмет Озрек Турция                                                             | 35.18    | Антон Пальцер [a] Германия                                                       | 36.26 [a] | Виталий Лагушин [a] Россия                                           | 36.42 [a] |
| Юниоры 8,3 км (команды)                    | Турция · Ахмет Озрек · Еткин Тунчтан · Серкан Демир                            | 17 очков | Россия · Виталий Лагушин · Родион Решетников · Василий Данилов · Марат Нурниязов | 26 очков  | Чехия · Ян Яну · Йозеф Гавличек · Филип Завеский · Либор Буцифал     | 27 очков  |

a  30 декабря 2012 года стало известно, что турецкий бегун Мазлум Айдемир сдал положительную допинг-пробу на метенолон на чемпионате Европы по горному бегу — 2012. Спортсмен был дисквалифицирован на 2 года, а его результат на этом турнире (2-е место в юниорском забеге, 35.26) был аннулирован.

### Женщины и юниорки
| Дисциплина                                  | Золото                                                       | Золото   | Серебро                                                                           | Серебро  | Бронза                                                               | Бронза   |
| ------------------------------------------- | ------------------------------------------------------------ | -------- | --------------------------------------------------------------------------------- | -------- | -------------------------------------------------------------------- | -------- |
| 8,3 км перепад высот: +470 м −470 м         | Моника Фюрхольц Швейцария                                    | 39.54    | Надежда Лещинская Россия                                                          | 40.03    | Павла Схорная-Матяшова Чехия                                         | 40.07    |
| 8,3 км (команды)                            | Великобритания · Мэри Уилкинсон · Эмма Клейтон · Кэти Уолшоу | 20 очков | Италия · Антонелла Конфортола · Аличе Гаджи · Маура Тротти · Мария Грация Роберти | 30 очков | Россия · Надежда Лещинская · Нигина Хаитова · Александра Жаворонкова | 30 очков |
| Юниорки 4,4 км перепад высот: +240 м −240 м | Аннабель Мейсон Великобритания                               | 20.25    | Севилай Эйтемиш Турция                                                            | 21.14    | Чешминаз Йылмаз Турция                                               | 21.45    |
| Юниорки 4,4 км (команды)                    | Турция · Севилай Эйтемиш · Чешминаз Йылмаз · Сейран Аданыр   | 5 очков  | Великобритания · Аннабель Мейсон · Мелани Хайдер · Лора Ричес                     | 5 очков  | Болгария · Маринела Нинева · Милица Мирчева · Християна Брайкова     | 12 очков |

## Медальный зачёт
Медали завоевали представители 10 стран-участниц.
 Принимающая страна
| Место | Страна         | Золото | Серебро | Бронза | Всего |
| ----- | -------------- | ------ | ------- | ------ | ----- |
| 1     | Турция         | 4      | 3       | 1      | 8     |
| 2     | Великобритания | 2      | 1       | 0      | 3     |
| 3     | Италия         | 1      | 1       | 0      | 2     |
| 4     | Швейцария      | 1      | 0       | 0      | 1     |
| 5     | Россия         | 0      | 2       | 2      | 4     |
| 6     | Германия       | 0      | 1       | 0      | 1     |
| 7     | Чехия          | 0      | 0       | 2      | 2     |
| 8     | Болгария       | 0      | 0       | 1      | 1     |
| 8     | Румыния        | 0      | 0       | 1      | 1     |
| 8     | Франция        | 0      | 0       | 1      | 1     |
| Всего | Всего          | 8      | 8       | 8      | 24    |